# Tetrigona binghami
Tetrigona binghami är en biart som först beskrevs av Schwarz 1937.  Tetrigona binghami ingår i släktet Tetrigona, och familjen långtungebin. Inga underarter finns listade.

## Utseende
Ett relativt stort bi för att tillhöra de gaddlösa bina (som i och för sig är ett småväxt tribus), kroppslängden är mellan 6 och 6,5 mm och längden av framvingarna 7 mm. Färgen är svart med tvåfärgade framvingar; den inre delen är brun med mörkbruna ribbor, medan den yttre delen är mjölkvit med brandgula ribbor.

## Ekologi
Släktet Tetrigona tillhör de gaddlösa bina, ett tribus (Meliponini) av sociala bin som saknar fungerande gadd. De har dock kraftiga käkar, och kan bitas ordentligt. Boet skyddas aggressivt av arbetarna.

## Utbredning
Tetrigona binghami är en sydöstasiatisk art som påträffats i Malaysia, Myanmar och Thailand.